# 長沙灣蔬菜批發市場

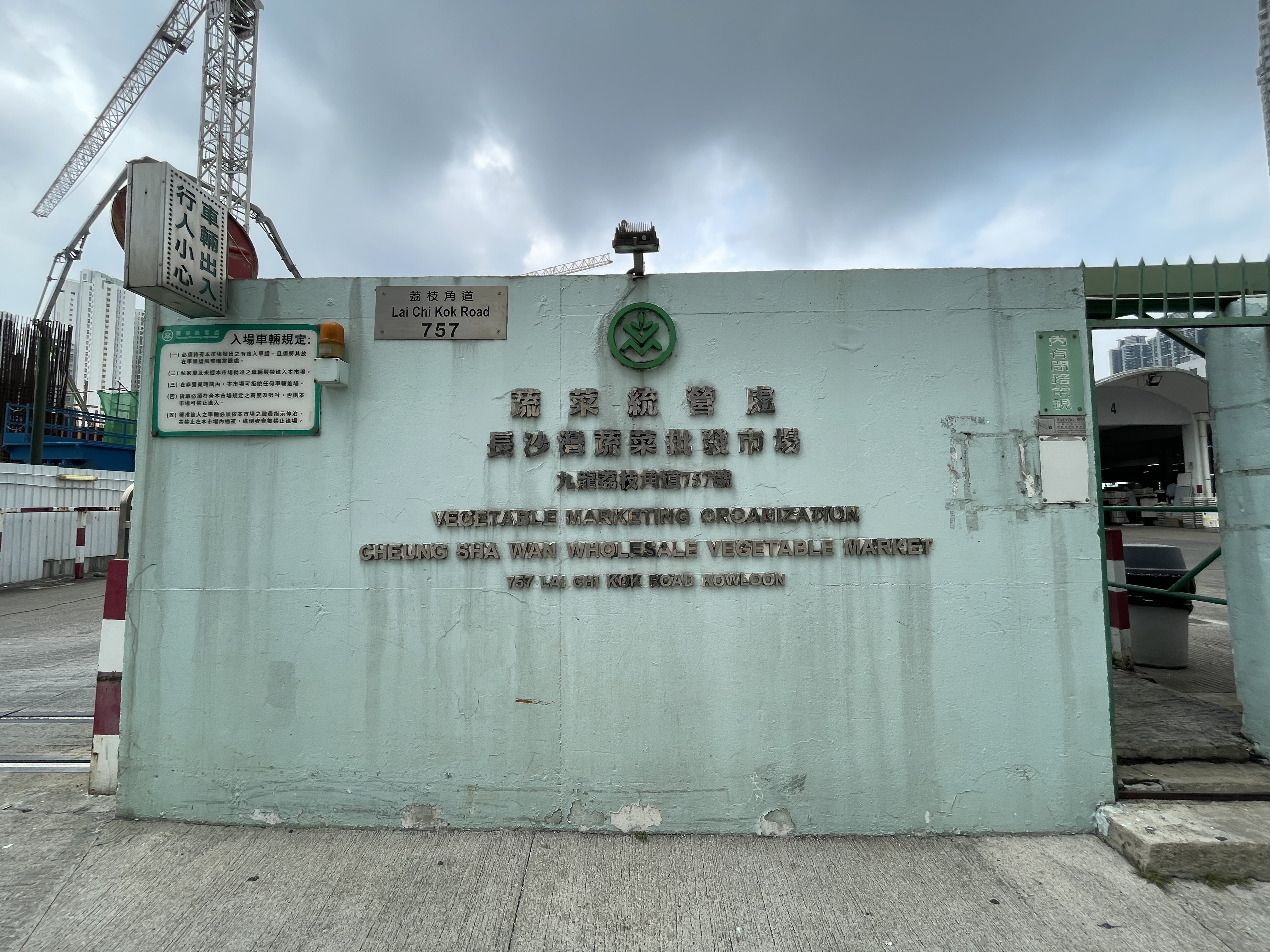
長沙灣蔬菜批發市場

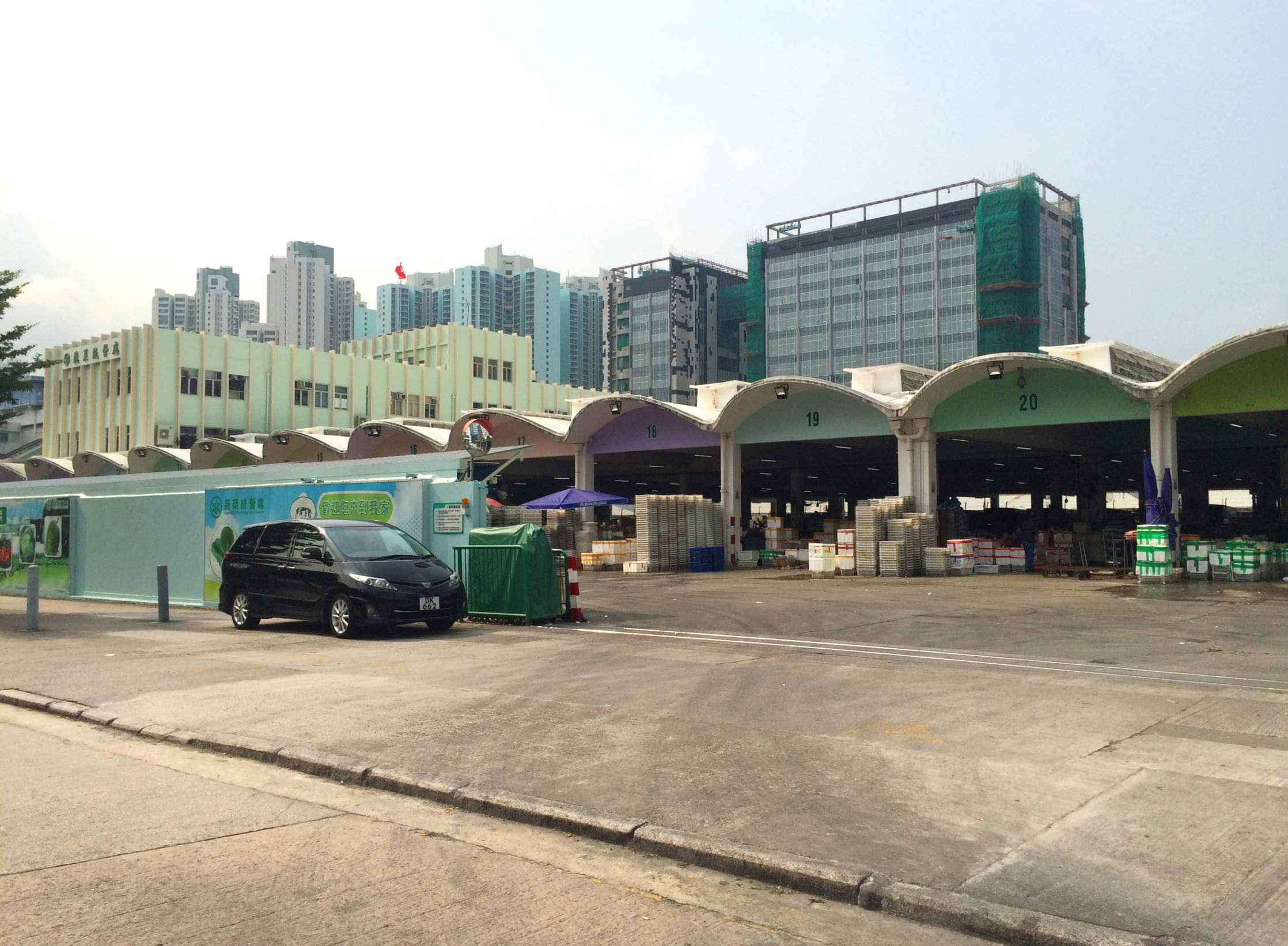
長沙灣蔬菜批發市場

長沙灣蔬菜批發市場（英語：Cheung Sha Wan Wholesale Vegetable Market）是香港主要的蔬菜批發市場，位於九龍長沙灣荔枝角道757號。批發市場由香港法定機構蔬菜統營處管理，佔地13公頃，於1965年6月1日啟用。

## 設施
長沙灣蔬菜批發市場設置了有蓋空地進行蔬菜交易，旁邊設有通道讓蔬菜載入貨車上。市場內有一個面積約5,000平方米的拍賣場，以及一個面積約2,000平方米的轉籮場。市場也提供農藥殘留檢定及會計等的服務。